# Ґрасіана дель Кастільо
Ґрасіана дель Кастільо (ісп. Graciana del Castillo, Уругвай — Нью-Йорк, 22 березня 2019 р.) — уругвайська економістка, викладачка, письменниця, підприємиця та міжнародна стратегиня.

## Біографія
Народилася в Уругваї. У 19 років переїхала до США й оселилася в Нью-Йорку. Вивчала економіку, здобула ступені магістра та доктора наук у Колумбійському університеті, де пізніше викладала. Працювала в Міжнародному валютному фонді Організації Об'єднаних Націй, спеціалізуючись на розробці економічної політики в Сальвадорі, Косово й Афганістані . Разом з Маріо Блехером заснувала консалтингову компанію Macroeconomics Advisory Group (MAG).